# Chiesa di San Basso (Venezia)
La chiesa di San Basso è un edificio sacro di Venezia, situato nel sestiere di San Marco, con accesso da piazzetta dei Leoncini. La chiesa, incastonata tra gli edifici annessi alla torre dell'Orologio, ha la facciata laterale destra che guarda il lato sinistro della basilica di San Marco.

## Storia
Di antichissima fondazione (1017 circa), la chiesa fu voluta dalla famiglia Elia e dedicata a san Saba; successivamente fu consacrata a Basso di Nizza, vescovo e martire.
L'edificio è stato più volte vittima di incendi ed oggetto di conseguenti ristrutturazioni, che ne hanno cambiato l'aspetto nei secoli: le forme nelle quali si presenta oggi, specie esternamente, sono frutto dei lavori seicenteschi di Baldassarre Longhena.
Sconsacrato nel 1807 per editto di Napoleone, l'edificio fu prima venduto, poi adibito a magazzino.
Solo nel 1953 fu riaperto, dopo un restauro voluto dal patriarca di Venezia Angelo Giuseppe Roncalli, che ne convertì l'uso in sala conferenze.
Oggi è sede dell'Ateneo San Basso, istituzione legata alla Procuratoria di San Marco; vi si organizzano convegni ed eventi musicali.

## Descrizione
Dell'edificio attuale, con facciata a capanna sulla stretta calle San Basso (a destra uscendo dalla piazza), l'elemento di maggior valore è la facciata laterale sulla piazzetta dei Leoncini: essa, inserita tra le architetture civili a destra della torre dell'Orologio, si presenta di forma quadrata e tripartita da semicolonne corinzie; è aperta da due ingressi sovrastati da monofora rettangolare nelle partizioni esterne, mentre al centro si caratterizza per un grande decoro circolare.